# Descenso Internacional del Carrión
El Descenso Internacional del Carrión es una competición de piragüismo que se celebra desde 1965 el día 14 de agosto en aguas del río Carrión, en la localidad de Velilla del Río Carrión (Palencia), en España. En los años 90 se produjo un cambio en su habitual recorrido y es conocido como Regata Internacional del Carrión.
En 2015 celebró sus Bodas de Oro al celebrarse la competición por 50.º año consecutivo.

## Historia
El fundador del descenso del Carrión fue Cecilio Fernández, un asturiano de Pola de Siero muy vinculado al piragüismo que vivía en Alar del Rey. La primera edición se disputó en 1965, y desde entonces se han disputado ininterrumpidamente, excepto en 2020 por la pandemia de coronavirus. En los años 90 se cambió el recorrido, debido a la sinuosidad del río en su parte alta, y buscando una mayor vistosidad para el público, convirtiéndose en regata.
En 2015, la competición celebró sus Bodas de Oro, batiendo el récord de participantes al inscribirse 370 palistas de 40 clubes. Como parte de las celebraciones, se celebró una regata de la categoría K-4, inédita en la prueba.

## Recorrido
El recorrido original partía de la presa del embalse de Compuerto, y a través de 4,5 km conducía a los piragüistas en descenso hasta el puente de Velilla.
El recorrido actual consta de 9 km, que consisten en dos vueltas desde el Puente Romano de Velilla hasta la presa de Terminor, un pequeño embalse construido para la refrigeración de la central térmica de Velilla.

## Detalles

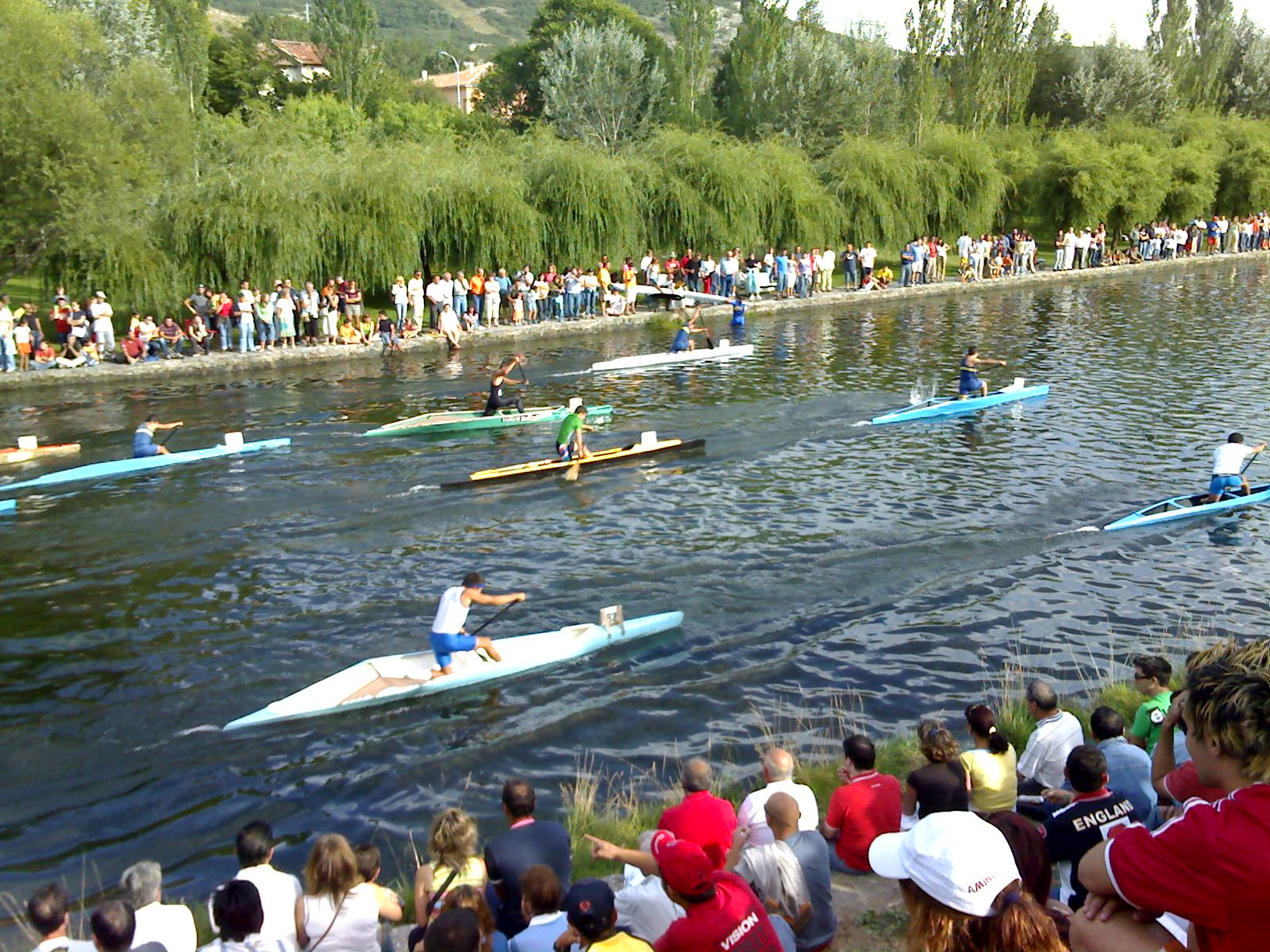
Imagen de la salida, en la categoría C-1, del XLI Descenso Internacional del Carrión. (2006).

El descenso del Carrión es una prueba de pista que figura dentro del calendario de la Real Federación Española de Piragüismo, y se disputa en las categorías de cadete, juvenil, Sub-23, senior y veteranos, en las modalidades de K-1, K-2 y C-1. Está enmarcado dentro de las fiestas patronales del municipio de Velilla del Río Carrión (15 de agosto), como continuación en el calendario del Descenso Internacional del Sella, coincidiendo en ambas pruebas la mayoría de los participantes, por lo que en varias ediciones los vencedores han sido los mismos. En 2008 se batió el récord de participantes, al inscribirse 290.
Además, esta competición es la regata de piragüismo disputada a mayor altitud en España.

## Vencedores absolutos

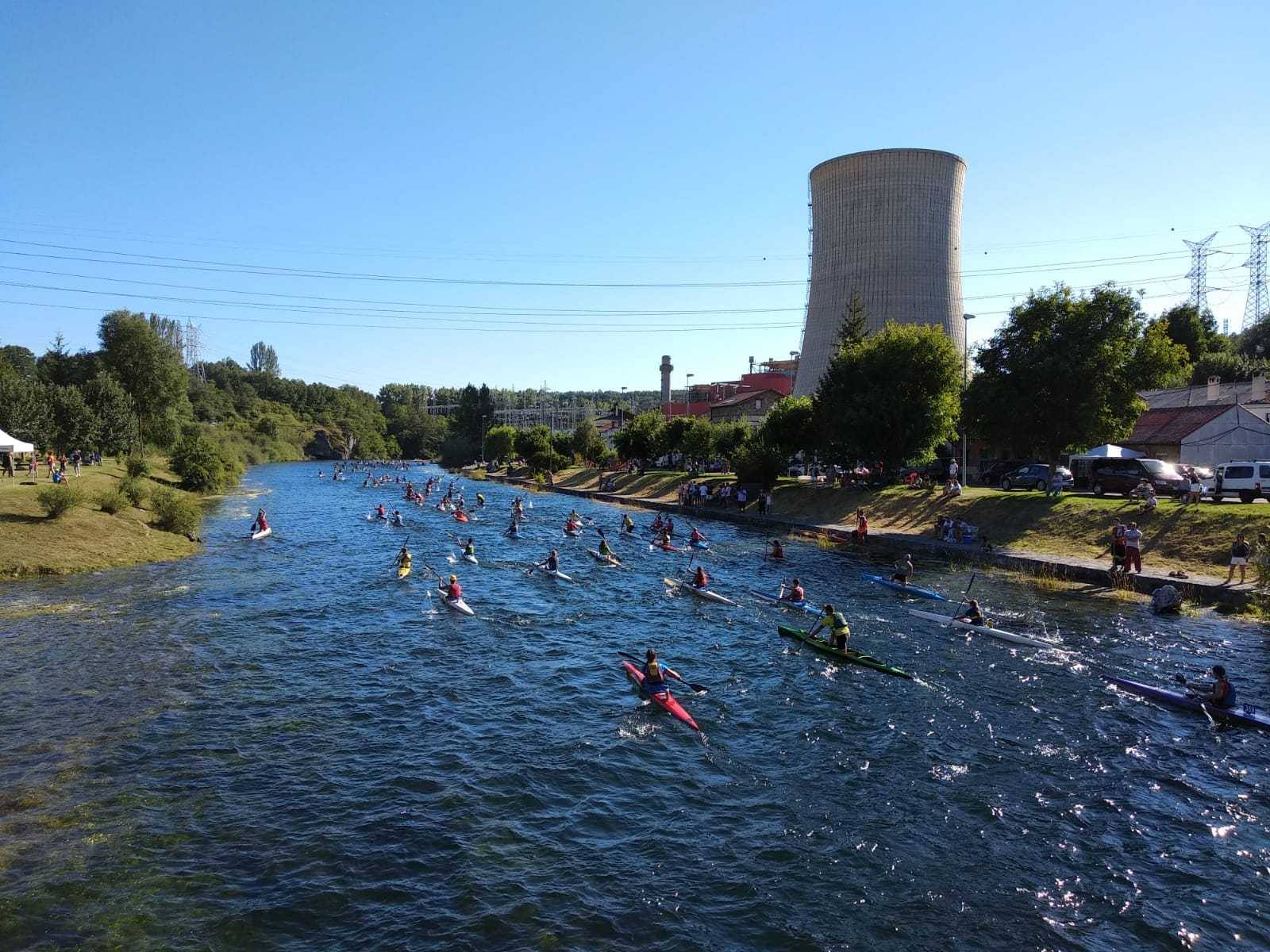
Vista de la prueba con la torre de refrigeración de la central térmica de Velilla al fondo.

- 1972: Juan Sanz y Vicente Ruiz -  España
- 1973: Vicente Rasueros y Esteban Vicente -  España
- 1974: Eugenio Soto y Francisco Labra -  España
- 1975: Francisco Labra y José María Labra -  España
- 1976: Suso Pérez y Francisco Labra -  España
- 1977:
- 1978: Miguel Ángel Varela y A. García -  España
- 1979: Pedro Campo y Enrique López -  España
- 1980: Rory Pennefather y Tony Scott -  Reino Unido
- 1981: Chris Greeff y Niels Verkerk -  Bélgica
- 1982: C. Fernández y E. Rodríguez -  España
- 1983:
- 1984: Emilio Llamedo y Máximo Llamedo -  España
- 1985: Oscar Chalupsky y Herman Chalupsky -  Bélgica[n. 1]
- 1986: Oscar Chalupsky y Herman Chalupsky -  Alemania[7]
- 1987: Oscar Chalupsky y Herman Chalupsky -  Alemania
- 1988: Oscar Chalupsky y Herman Chalupsky -  Alemania
- 1989: Bernie Reynders y Christo Engelbrecht -  Austria
- 1990: Brown y Melvin Swallow -  Reino Unido
- 1991: Neil Evens y Mark Perrow -   Suiza [n. 2]
- 1992: Juan José Román y Juan Manuel Sánchez -  España
- 1993: Juan Carlos Villalobos y Luis Medrano -  España
- 1994: Juan Carlos Villalobos y Luis Medrano -  España
- 1995: Juan Carlos Villalobos y Luis Medrano -  España
- 1996:
- 1997:
- 1998:
- 1999: Jorge Alonso y Santiago Guerrero -  España
- 2000: Jorge Alonso y Santiago Guerrero -  España
- 2001:
- 2002:
- 2003:
- 2004: Jorge Alonso y Diego Cosgaya -  España
- 2005: Óscar Martínez y Fernando Franco -  España
- 2006: Néstor Pinta y Martín Mozzicafredo -  Argentina
- 2007: Jorge Alonso y Santiago Guerrero -  España
- 2008: Julio Martínez y Javier Hernanz -  España
- 2009: Jorge Alonso y Santiago Guerrero -  España[8]
- 2010: Jorge Alonso y Albert Corominas -  España[9]
- 2011: Jorge Alonso y Albert Corominas -  España
- 2012: Néstor Pinta y Martín Mozzicafredo -  Argentina[10]
- 2013: Jorge Alonso y David Rodríguez -  España
- 2014: Guillermo Pérez y Daniel J. Pérez -  España
- 2015: Luis Amado Pérez y Miguel Llorens -  España[n. 3][2]
- 2016: Javier López y Lalo González -  España
- 2017: Juan Busto y Lalo González -  España
- 2018: Juan Busto y Lalo González -  España
- 2019: Franco Balboa y Dardo Balboa -  Argentina
- 2020: (Suspendido por la pandemia de coronavirus)
- 2021: Walter Bouzán y Alberto Llera -  España[11]
- 2022: Walter Bouzán y Roberto Geringer -  España/ Argentina
- 2023: Walter Bouzán y Roberto Geringer -  España/ Argentina
- 2024: Roberto Geringer y Pelayo Roza -  Argentina/ España
- 2025: Walter Bouzán y Alberto Llera -  España